# Al-Karma SC
Der Al-Karma Sport Club (arabisch نادي الكرمة الرياضي, DMG Nādī l-Karma ar-riyāḍī) ist ein 2020 gegründeter irakischer Sportverein aus Al-Karmah im Gouvernement al-Anbar. Aktuell (Stand Juli 2025) spielt der Verein in der ersten Liga. 

## Erfolge
- Irakischer Zweitligavizemeister: 2023/24
- Irakischer Drittligameister: 2022/23

## Stadion
Der Verein trägt seine Heimspiele im Al-Ramadi Stadium in Ramadi aus. Das Stadion hat ein Fassungsvermögen von 15.000 Personen.

## Trainer
| Trainer           | Nation | von             | bis               |
| ----------------- | ------ | --------------- | ----------------- |
| Ali Brefkani      | Irak   | 2. Februar 2023 | 1. September 2024 |
| Ghazi Al-Shammari | Irak   | 15. August 2024 | 30. Januar 2025   |
| Ahmed Khalaf      | Irak   | 30. Januar 2025 |                   |